# لیکوو
لیکوو (به لاتین: Likou) یک شهرک در جمهوری خلق چین است که در شهرستان کیمن واقع شده‌است.